# Лісова Поляна (Звягельський район)
Лісова́ Поля́на (до 08.04.1963 року Іванівка)  — село в Україні, у Довбиській селищній громаді, Звягельського району, Житомирської області. Орган місцевого самоврядування — Довбиська селищна громада. Населення становить 41 особа. 

## Населення
За даними всеукраїнського перепису населення 2001 року у селі мешкало 41 особа.
Мовний склад
Розподіл населення за рідною мовою за даними перепису 2001 року був наступним:
| українська | 41 | 100,00 |

## Історія
У 1906 році Іванівка, село Курненської волості Новоград-Волинського повіту Волинської губернії. Відстань від повітового міста 41 верст, від волості 18. Дворів 20, мешканців 103.